# روت عميران
روت عميران (بالعبرية: רות עמירן‏) (1914 - 14 ديسمبر 2005) كانت عالمة آثار إسرائيلية يعتبر كتابها الفخار القديم للأرض المقدسة: من بداياته في العصر الحجري الحديث إلى نهاية العصر الحديدي والذي نُشر في عام 1970 مرجعًا قياسيًا لعلماء الآثار العاملين في إسرائيل. 
حصلت على جائزة إسرائيل عام 1982.

## حياتها
ولدت روت عميران في مستوطنة يفنيئيل في منطقة الجليل في عهد الإمبراطورية العثمانية. وكان والدها قد هاجر في عام 1908 من تارنوف في بولندا (جاليسيا) إلى المنطقة، حيث تزوج والدتها ديفورا في عام 1913. وذهبت إلى المدرسة في حيفا وأصبحت فيما بعد في عام 1933 واحدة من أوائل طلاب علم الآثار في الجامعة العبرية في القدس .
وقامت بالتنقيب جنبًا إلى جنب مع جوديت ماركيه كراوس في موقع التل.  

## جوائز
حصلت عميران على جائزة إسرائيل عام 1982.